# Dicladocerus euryalus
Dicladocerus euryalus är en stekelart som först beskrevs av Alexander Henry Haliday 1844.  Dicladocerus euryalus ingår i släktet Dicladocerus och familjen finglanssteklar. Arten är reproducerande i Sverige. Inga underarter finns listade i Catalogue of Life.